# Santibáñez de la Sierra
Santibáñez de la Sierra és un municipi de la província de Salamanca a la comunitat autònoma de Castella i Lleó.

## Demografia
| 1991 | 1996 | 2001 | 2004 |
| ---- | ---- | ---- | ---- |
| 265  | 264  | 243  | 245  |